# Un paese quasi perfetto
Pour plus de détails, voir Fiche technique et Distribution.
Un paese quasi perfetto est un film italien de 2016, écrit et réalisé par Massimo Gaudioso.
Le film est une adaptation du film en français de 2014 Un village presque parfait du réalisateur Stéphane Meunier, qui est lui-même un remake du film québécois La Grande Séduction de Jean-François Pouliot (2003).

## Synopsis
Pietramezzana, un petit village de Basilicate, proche des Dolomites lucanes et de l'homonyme parc naturel régional, n'est habité que par des anciens mineurs au chômage qui ne vivent que grâce aux subsides de la Cassa integrazione. En effet, la mine, qui était le poumon économique de la ville, a été fermée et inondée à la suite de la création d'un lac artificiel.
Afin d'attirer des investisseurs le maire entre en contact avec un homme d'affaires d'Italie du nord. Celui-ci a l'intention d'utiliser les fonds européens du FEDER. Mais la signature du contrat est conditionnée par le recrutement d'un médecin qu'il faut attirer dans le petit village. Un médecin de Milan,  Gianluca Terragni est contacté et, victime d'un chantage instigué par l'ancien maire, il est obligé de vivre à Pietramezzana pendant un mois. Domenico Bonocore, un ancien mineur prend en main l'affaire et sachant que le médecin aime le cricket crée une fausse équipe de ce sport.
Néanmoins, le directeur de la banque locale, Nicola, découvre que l'usine prévue est une arnaque afin de détourner l'argent de l'Union Européenne et de fait la présence du médecin n'est plus nécessaire. Sous l'emprise de la jeune et belle Anna, il est sur le point de quitter le village à contre-cœur quand il a un éclair de génie : créer un pôle d'attractions touristique. La mine devient un centre de remise en forme et le câble suspendu est utilisé comme tyrolienne pour l'attraction « Le Vol de l'Ange ».

## Fiche technique
- Titre original : Un paese quasi perfetto
- Réalisation : Massimo Gaudioso
- Scénario : Massimo Gaudioso
- Photographie : Gogò Bianchi
- Musique : Santi Pulvieri
- Montage : Fabio Nunziata
- Société de production : Cattleya, Rai Cinema
- Société de distribution : 01 Distribution (Italie)
- Pays d'origine :  Italie
- Langue : italien
- Format : couleur, 2.35 : 1
- Genre : comédie
- Durée : 92 minutes
- Dates de sortie :
  -  Italie : 24 mars 2016

## Distribution
- Fabio Volo : Gianluca Terragni
- Silvio Orlando : Domenico Buonocore
- Nando Paone (it) : Michele
- Carlo Buccirosso (it) : Nicola
- Miriam Leone : Anna
- Gea Martire (it) : Sebastiana
- Maria Paiato (it) : Rosaria
- Francesco De Vito : le maire Cozzolino

## Production
Le film a été tourné dans les municipalités de Pietrapertosa et Castelmezzano, au cœur de la Basilicate. Le village de Pietramezzana n'existe pas, le nom est donné par la fusion des deux endroits où le film a été tourné.